# ماغي ريلي
ماغي ريلي (بالإنجليزية: Maggie Reilly)‏ (و. 1956  م) هي مغنية بريطانية، ولدت في غلاسكو.

## روابط خارجية
- ماغي ريلي على موقع IMDb (الإنجليزية)
- ماغي ريلي على موقع ميوزك برينز (الإنجليزية)
- ماغي ريلي على موقع أول ميوزيك (الإنجليزية)
- ماغي ريلي على موقع ديسكوغز (الإنجليزية)